# Makuey
Makuey (ou Makwai[réf. souhaitée]) est un woreda de la zone Nuer dans la région Gambela, en Éthiopie.
Selon une carte récente, Makuey est bordé au nord par le woreda Jikawo de la zone Nuer et au sud par le woreda Jor de la zone Anuak.
Absent du recensement de 2007, Makuey est issu d'une scission du woreda Jikawo au plus tard en 2017.
Il englobe pendant quelques années la partie nord-ouest de Jikawo, atteignant alors la frontière sud-soudanaise au nord ainsi que le woreda Wantawo à l'ouest.
La rivière Alwero, qui borde l'est du woreda Wantawo avant de se jeter dans le Baro à la frontière sud-soudanaise[à vérifier], marque alors la limite nord-ouest de Makuey.
Nginngang, la principale agglomération de Jikawo avant la scission, est désormais le chef-lieu de Makuey.
La population de Nginngang, qui atteignait 2 261 habitants en 2007, peut être estimée à 2 619 personnes en 2022.